# Институт ядерной физики Республики Казахстан
Институт ядерной физики Министерства энергетики Республики Казахстан — единственная научная организация в Казахстане в атомной отрасли, выполняющая полный цикл научно-исследовательских и опытно конструкторских работ (НИОКР), занимающаяся фундаментальными и прикладными исследованиями, производством радиоизотопов.

## История
Институт ядерной физики АН КазССР был создан на базе Физико-технического института АН КазССР 25 июля 1957 года.
В этом же году при институте образован населённый пункт, в 1965 году отнесённый к категории городских посёлков и названный Алатау.
Инициаторами создания Института ядерной физики выступили Президент АН КазССР, академик К. И. Сатпаев, академик АН СССР И. В. Курчатов, академик АН КазССР Ж. С. Такибаев.
Общая численность сотрудников на 2023 года составляет более 700 человек, из них 140 человек молодые специалисты, 71 имеют ученые степени докторов наук, кандидатов наук и докторов философии.
Институт последние пять лет занимает первое место среди научно-исследовательских институтов (НИИ) РК по числу опубликованных работ в базе данных Web of Science и Scopus.
Институт тесно сотрудничает с более 30 ведущими мировыми научными организациями и университетами.
В 2023 году ожидается вступления Института в такие крупные международные научные-проекты, как: NA62 (ЦЕРН), HIKE, SPD (Объединенный институт ядерных исследований).
Институт обладает 8 базовыми экспериментальными установками: исследовательский реактор ВВР-К, критический стенд и 6 ускорительными комплексами заряженных частиц. Основой Института являются 23 научно-исследовательские лаборатории и 3 научно-технических центра с современным аналитическим и испытательным оборудованием.
В 2024 году Институт ядерной физики подписал документы по совместному развитию в ядерной отрасли с китайско-казахстанским предприятием ТОО «Ульба-ТВС», которое занимается производством ядерного топлива.

## Основные подразделения Института
- Отдел ядерной физики
- Отдел радиационной физики твердого тела
- Центр комплексных экологических исследований
- Комплекс исследовательского реактора ВВР-К
- Научно-технический отдел ускорительных технологий
- Астанинский филиал

## Экспериментальные базовые установки
Исследовательский Атомный реактор ВВР-К (Водо-водяной реактор Казахстан).
Эксплуатация исследовательского реактора ВВР-К была начата в 1967 году.
Реактор ВВР-К — многоцелевой исследовательский реактор бакового типа с тепловым энергетическим спектром нейтронов.
Теплоносителем является обессоленная вода, замедлитель и отражатель — обессоленная вода и бериллий.
Критический стенд
Критический стенд запущен в эксплуатацию в 1972 году и является физическим реактором малой мощности на тепловых нейтронах с легководным замедлителем и отражателем из воды и/или бериллия.
Критический стенд предназначен для нейтронно-физических исследований критических сборок различной конфигурации и всевозможных экспериментальных устройств, устанавливаемых в активную зону. Критическая сборка критстенда позволяет моделировать активную зону различных водо-водяных исследовательских реакторов, в частности активную зону реактора ВВР-К.
Ускоритель тяжелых ионов УКП-2-1
Электростатический перезарядный ускоритель УКП-2-1 имеет площадь 832,8 м². и был построен в 1959 году.
На ускорителе производятся работы в областях низкоэнергетической ядерной физики, радиационного материаловедения, физики плазмы, экологии и медицины. Разработан и успешно применяется комплекс аналитических методик, включающий методы PIXE, RBS, NRA и протонный микрозонд. Ускоритель используется также для получения имплантированных слоев в работах по физике твердого тела. Имплантируемые ионы — все элементы, кроме благородных газов.
Изохронный циклотрон У-150 м.
Циклотрон У-150 принят в эксплуатацию в 1965 году. Изохронный циклотрон У-150М — многоцелевой «классический» циклотрон, позволяющий регулировать энергию ускоряемых заряженных частиц разного типа.
На выведенных пучках циклотрона проводятся научные исследования в области фундаментальной и прикладной ядерной физики, радиационного материаловедения. Внутренние мишенные устройства циклотрона используются для производства радиоизотопов для медицины и промышленности.
Благодаря наличию циклотрона Казахстан сегодня входит в двадцатку стран, способных самостоятельно получать экспериментальные данные, используемые для константного обеспечения перспективных технологических схем атомной энергетики.
Циклотрон стал базой формирования школы высококвалифицированных кадров Казахстана в области ядерной науки.
Ускоритель электронов ЭЛВ-4
Ускоритель электронов ЭЛВ-4 был установлен и запущен в эксплуатацию в ИЯФ в 1993 году как базовая установка для адаптации и развития электронно-лучевых технологий в республике.
Ускоритель используется для решения научных и прикладных задач, в частности, для радиационной сшивки полимеров и радиационной обработки изделий медицинского назначения.
На сегодняшний день разработана технология изготовления и зарегистрированы гидрогелевые повязки в качестве изделий медицинского назначения. В отделе проведен запуск участка производства, оснащенного современным оборудованием высокой производительности, организованного в соответствии с санитарно-гигиеническими требованиями.
Гидрогелевые повязки относятся к разряду специальных раневых покрытий, обладают целым рядом уникальных лечебных свойств и могут применяться при лечении поверхностных повреждений кожи различного происхождения. Они изготавливаются из биологически совместимых полимеров методом радиационного сшивания пучком ускоренных электронов.
Ускорительный комплекс ДЦ-60
Элементы ускорителя тяжелых ионов ДЦ-60 были изготовлены в Лаборатории ядерных реакций им. Г. Н. Флерова Объединённого института ядерных исследований. Физический пуск ускорителя состоялся в конце 2006 года. Созданный ускорительный комплекс является крупным ядерно-физическим объектом для проведения фундаментальных и прикладных физических исследований, а также технологических работ в области ядерной науки и технологии, отвечающих требованиям мирового уровня.
Технические возможности ускорителя тяжелых ионов ДЦ-60 позволяют выполнять научные и технологические эксперименты на 4 каналах с использованием пучков ионов от лития до урана с большими токами по следующим основным направлениям: эксперименты по ядерной и радиационной физике; испытания конструкционных материалов; моделирование космических излучений; производство ядерных трековых мембран.
Циклотрон CYCLONE-30
В 2016 году в составе Корпуса производства радиофармпрепаратов (КПРФ) введен в эксплуатацию циклотрон Cyclone-30. Основными инженерно-техническими решениями, на которых базируется циклотрон Cyclone-30, являются фиксированное поле, фиксированная частота, возможность работы с двойным пучком — циклотрон способен производить один или два мощных протонных пучка с энергией частиц в пределах от 18 до 30 МэВ гарантированной интенсивностью до 400 мкА.
Cyclone-30 был специально спроектирован для производства радиоизотопов, но может быть использован в исследовательских и промышленных целях.
Ускоритель электронов ИЛУ-10
Ускоритель электронов ИЛУ-10 смонтирован в Корпусе радиационной стерилизации (КРС).
Ускоритель электронов импульсный линейный ИЛУ-10 — одна из моделей серии импульсных линейных ускорителей типа ИЛУ, разработанных в Институте ядерной физики СО РАН, для использования при отработке новых радиационно-технологических процессов, а также в технологических линиях промышленных предприятий.
КРС предназначен для проведения стерилизации медицинских изделий однократного использования — шприцев, игл, комплектов для переливания крови и одежды для медицинского персонала.

## Продукция
Радиофармацевтические препараты
Сегодня Научно-технический центр радиохимии и производства изотопов Института ядерной физики регулярно производит (90 % всего радиофармпрепаратов в РК) и поставляет в медицинские учреждения Республики следующие радиофармпрепараты:
- Натрия пертехнетат ⁹⁹ᵐTC, раствор для инъекций

Используется для функциональной диагностики практически всех органов и систем человека методами гаммасцинтиграфии и однофотонной компьютерной томографии.
- Фтордезоксиглюкоза 18F, раствор для инъекций

Фтордезоксиглюкоза 18F, раствор для инъекций применяется для диагностики и контроля лечения онкологических заболеваний методом позитронно-эмиссионной компьютерной томографии.
- Натрия йодид 131I, раствор (для диагностики)

Натрия йодид, 131I применяется для изучения функционального состояния щитовидной железы методами гаммасцинтиграфии и однофотонной компьютерной томографии.
- Натрия йодид 131I, раствор для приёма внутрь (для терапии)

Натрия йодид, 131I применяется для лечения онкологических заболеваний щитовидной железы.
Источники ионизирующего излучения
Институт ядерной физики занимается производством следующих источников радиоактивного излучения.
- Источник гамма-излучения с изотопом IR-192

Источник гамма-излучения с изотопом Ir-192 представляет собой герметичную стальную ампулу, внутри которой размещены радиоактивные диски из металлического Ir-192. Источники получили широкое применение в промышленной радиографии, их устанавливают в гамма-дефектоскопы для проведения радиографического контроль сварных соединений и основного металла. Благодаря достаточно высокой энергии гамма-излучения Ir-192 можно контролировать стальные объекты толщиной до 80 мм.
- Источник гамма-излучения с изотопом SB-124

Источник гамма-излучения с изотопом Sb-124 представляет собой герметичную стальную ампулу, внутри которой размещен радиоактивный металлический стержень Sb-124. Данные источники используются для контроля качества металлических полуфабрикатов в процессе их производства, например, проверка толщины металлических фольг, листов или покрытий.
- Радиоактивный изотоп CO-57

Радиоактивный изотоп Co-57 производится в виде водного раствора, который расфасовывается во флаконы. Данный изотоп широко применяется:
1. для изготовления образцовых источников для гамма-стпектрометров и дозовых калибраторов;
2. для калибровки томографов, использующихся в ядерной медицине;
3. при производстве закрытых источников для Мессбауэровской спектроскопии.

Трековые мембраны
В Астанинском филиале Института ядерной физики налажен выпуск облученной полимерной пленки, который используется как стартовый материал для производства ядерных трековых мембран (ТМ), являющихся основой для производства высокотехнологичной продукции широкой номенклатуры, в том числе для целей медицины и нанотехнологий. На сегодняшний день реализовано более четырёхсот тысяч квадратных метров облученной полимерной пленки в такие страны как Китай и Россия.
Гидрогелиевые повязки
Гидрогелевые повязки «AQUA DRESS» на основе радиационносшитого поливинилпирралидона — это высокоэффективные стерильные покровные материалы, обеспечивающие безболезненность перевязок, ускорение процесса заживления ран и снижение их рубцевания, не вызывают аллергических реакций.
Повязки гидрогелевые «AQUA DRESS» предназначены:
1. для оказания первой медицинской помощи при ожогах I, II, III степени различной этиологии, при небольших язвах и пролежнях размером не более 1 дм², при пересадках кожи в период подготовки грануляционной ткани;
2. для защиты ран от травмирования, высушивания, внешнего инфицирования и сокращения периода реабилитации после химических пилингов, лазерных шлифовок, дермабразии, пластических операций на лице и шее;
3. при скальпированных ранах с дефектом мягких тканей;
4. для снятия воспаления при кожных заболеваниях. Смена повязок проводится по показаниям 1 раз в 24 — 48 часов.

Аппликации гидрогелевые стерильные для косметических целей
Аппликации гидрогелевые «AQUA DRESS» разработаны с использованием новейших технологий XXI века. Обладают абсолютной стерильностью, что позволяет применять их при проведении косметических процедур на различных частях тела, курсовом уходе за кожей после пилингов, мезопроцедур и корректирующих инъекций, для снятия воспаления кожи.
Аппликации гидрогелевые «AQUA DRESS» благодаря высоким адсорбирующим и увлажняющим свойствам эффективны в качестве экстренной помощи при отеках и раздражения. Приятный охлаждающий эффект успокоит и расслабит уставшую кожу. Не содержат красителей и отдушек (гипоаллергенны).
Аппликация «AQUA DRESS» наносится непосредственно на поверхность кожи на 20-30 минут.

## Руководители
1957—1958 — Такибаев Жабага Сулейменович
1958—1965 — Латышев Георгий Дмитриевич
1965—1970 — Такибаев Жабага Сулейменович
1970—1987 — Ибрагимов Шавкат Шигабутдинович
1987—1997 — Жетбаев Абиль Куангалиевич
1997—2006 — Кадыржанов Кайрат Камалович
2007—2009 — Тулеушеев Адил Жианшахович
2009—2013 — Батырбеков Эрлан Гадлетович
2015—2016 — Сахиев Саябек Куанышбекович
2017—2020 — Кенжин Ергазы Асиевич
2021—2022 — Каракозов Батыржан Кумекбаевич
2022 — н.в. — Сахиев Саябек Куанышбекович